# 张无梦
张无梦（？-？），字灵隐，号鸿濛子，凤翔府盩厔縣（今陕西周至）人。北宋时期道士。
主要活动在宋真宗时期，师从陈抟。著有论述修炼内丹的《还元集》，还有《琼台诗集》。弟子有陈景元。
其学术思想主要把《道德经》、《周易》运用于内丹修炼。主张“自家神气自家身，何必区区问外人”，强调内丹修炼应该清虚恬淡。
他认为修道者要做到“心无为”，方可变化成仙。